# Hamaoka kärnkraftverk
Hamaoka kärnkraftverk (浜岡原子力発電所 Hamaoka Genshiryoku Hatsudensho?) är ett kärnkraftverk i Japan.
Kärnkraftverket ligger i staden Omaezaki, Shizuoka prefektur på Japans ostkust, 200 km sydväst om Tokyo. Det drivs av Chubu Electric Power Company. Det finns fem reaktorer på området med en sammanlagd effekt på 4 997 MW. Ett sjätte block började byggas den 22 december 2008. 
Hamaoka är olyckligt förlagt rakt över subduktionszonen vid mötet mellan två tektoniska plattor, där nästa större Tokai jordbävning redan borde ha inträffat. Den 30 januari 2009 togs därför de två äldsta, Hamaoka-1 och Hamaoka-2, permanent ur drift av säkerhetsskäl.
Anläggningen är i övrigt konstruerad för att klara en jordbävning av magnituden 8,5. Sandbankar upp till 15 meters höjd utgör försvar mot tsunamivågor upp till 8 meters höjd, Innanför dessa sandbankar pågår i april 2014 uppförandet av en 1,6 km lång vågbrytare av betong som reser sig 22 meter över havets normalnivå, dessutom förstärks sandbankarnas flanker med en cement/betongblandning på 22-24 meter över havets normalnivå. Då kylvattnet tas via tunnel från ett djupvattenintag, förses även djupvattenintagets utlopp innanför vågbrytarna med förstärkningar för att klara översvämning. 

## Reaktorer
| Reaktor     | Reaktortyp | Medeleffekt | Kapacitet | Påbörjad konstruktion | Först kritisk    | Kommersiell drift | Dagsläget                                   |
| ----------- | ---------- | ----------- | --------- | --------------------- | ---------------- | ----------------- | ------------------------------------------- |
| Hamaoka - 1 | BWR        | 515 MW      | 540 MW    | 10 juni 1971          | 20 juni 1974     | 17 mars 1976      | permanent stängd 30 januari 2009            |
| Hamaoka - 2 | BWR        | 806 MW      | 840 MW    | 14 juni 1974          | 28 mars 1978     | 29 november 1978  | permanent stängd 30 januari 2009            |
| Hamaoka - 3 | BWR        | 1056 MW     | 1100 MW   | 18 april 1983         | 21 november 1986 | 28 augusti 1987   | avstängd för säkerhetsuppgradering maj 2011 |
| Hamaoka - 4 | BWR        | 1092 MW     | 1137 MW   | 13 oktober 1989       | 2 december 1992  | 3 september 1993  | avstängd för säkerhetsuppgradering maj 2011 |
| Hamaoka - 5 | ABWR       | 1325 MW     | 1380 MW   | 12 juli 2000          | 23 mars 2004     | 18 januari 2005   | stängt maj 2011                             |

## Lokaliseringsmissens följder
Kraftverkets lokalisering har länge kritiserats för att vara sällsynt illa vald ur jordbävningssynpunkt. 
Den 6 maj 2011 bad Japans premiärminister Naoto Kan Chubu Electric att avbryta driften av reaktor 4 och 5, och att inte återstarta nummer 3, som då var avställd för reguljär översyn. Kan anförde att en panel i vetenskapsministeriet om jordbävningsforskning har beräknat en 87% sannolikhet för att en magnitud-8 jordbävning drabbar regionen inom 30 år. Han tillade att med hänsyn till Hamaokaanläggningens unika lokalisering, så måste operatören dra upp och implementera långsiktiga planer för att garantera att reaktorerna kan stå emot den förväntade Tokai-jordbävningen och därav uppkommen tsunami. Kan sade även att till dess sådana planer har verkställts, bör alla tre reaktorerna förbli ur drift.
Chubu Electric meddelade den 9 maj 2011 att man beslutat finna sig i regeringens begäran. Chubu Electric skickade 14 februari 2014 in en ansökan om att få reaktor 4 prövad om de nya säkerhetskrav som infördes 2013 och en ansökan att få göra ändringar i installationen av reaktor 3 för att uppfylla de samma 16 juni 2015.